# 1 Mai (stație de metrou)
1 Mai este o stație de metrou din București de pe magistrala de metrou M4. Ea se află la intersecția Bulevardului Ion Mihalache (fost 1 Mai) cu Calea Griviței. Această stație a fost stația terminus a aceleiași magistrale până în data de 1 iulie 2011.

## Istoric
Lucrările la Magistrala 4, din care face parte stația 1 Mai, au început în decembrie 1989, dar, din cauza deficitului bugetului alocat, acestea au fost sistate în 1994. În perioada următoare, singurele operațiuni realizate au fost de evacuare a apelor ce se infiltrau prin pereții neterminați, care au fost la rândul lor sistate pentru a opri deformarea tunelelor.
În 1997 a fost obținut un împrumut de la Banca Europeana de Investitii pentru cofinantarea proiectului „Modernizarea metroului din București - etapa I” prin care lucrările au fost reluate. Stația a fost deschisă în 1 martie 2000, odată cu tronsonul inițial al Magistralei 4: Gara de Nord II - 1 Mai.
De-a lungul timpului, stația a suferit modificări.
Pereții stației, inițial de culoare albastră, au fost vopsiți într-un model cu galben și bleumarin la un moment dat între anii 2007 și 2017. Acesta s-a deteriorat în timp din cauza infiltrațiilor.
Spre sfârșitul anului 2022, în stație și pe căile de acces către aceasta a fost montat pavaj tactil pentru persoanele cu deficiențe de vedere.
În martie 2023 pereții au fost revopsiți în galben și bleumarin, însă nu a fost luată nicio măsură împotriva infiltrațiilor, care continuă să existe.

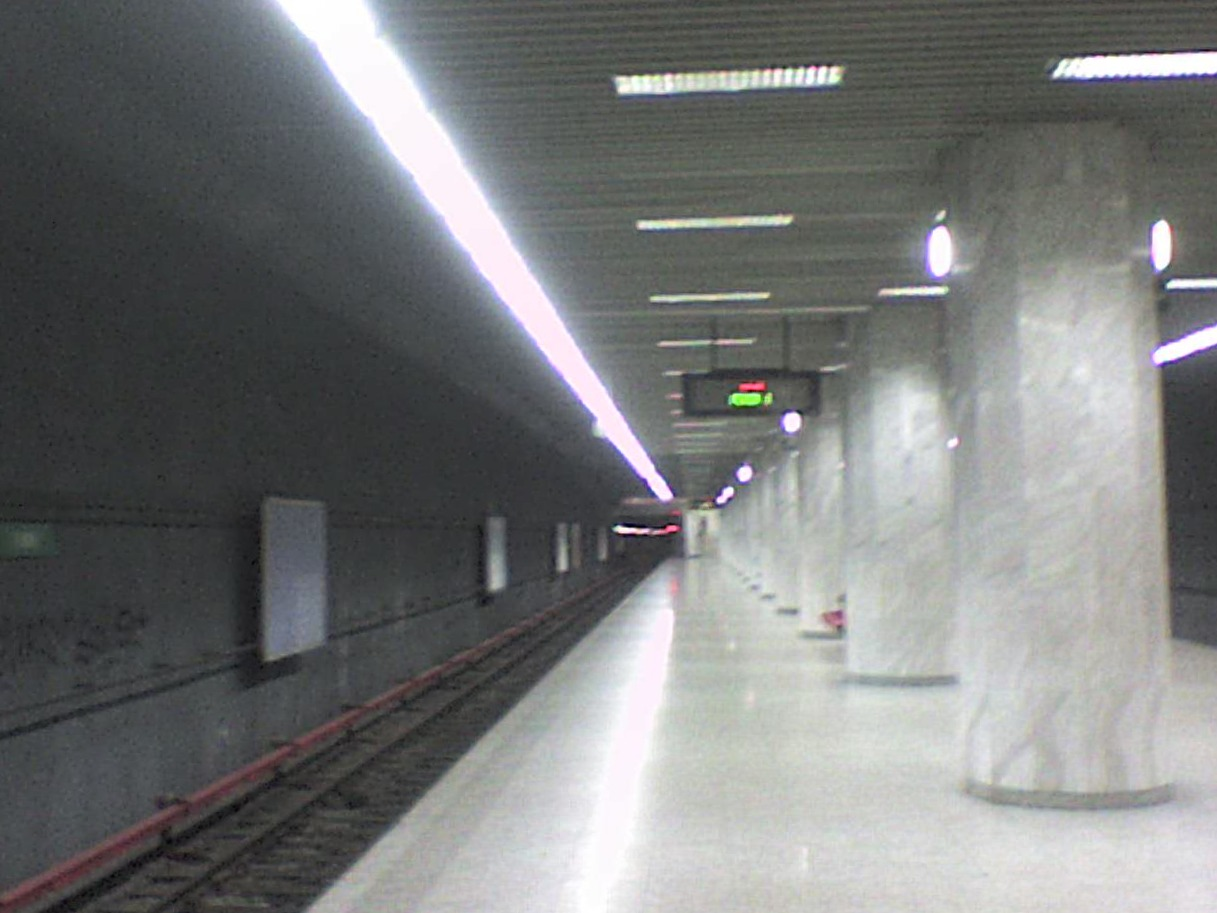
Stația 1 Mai în 2007
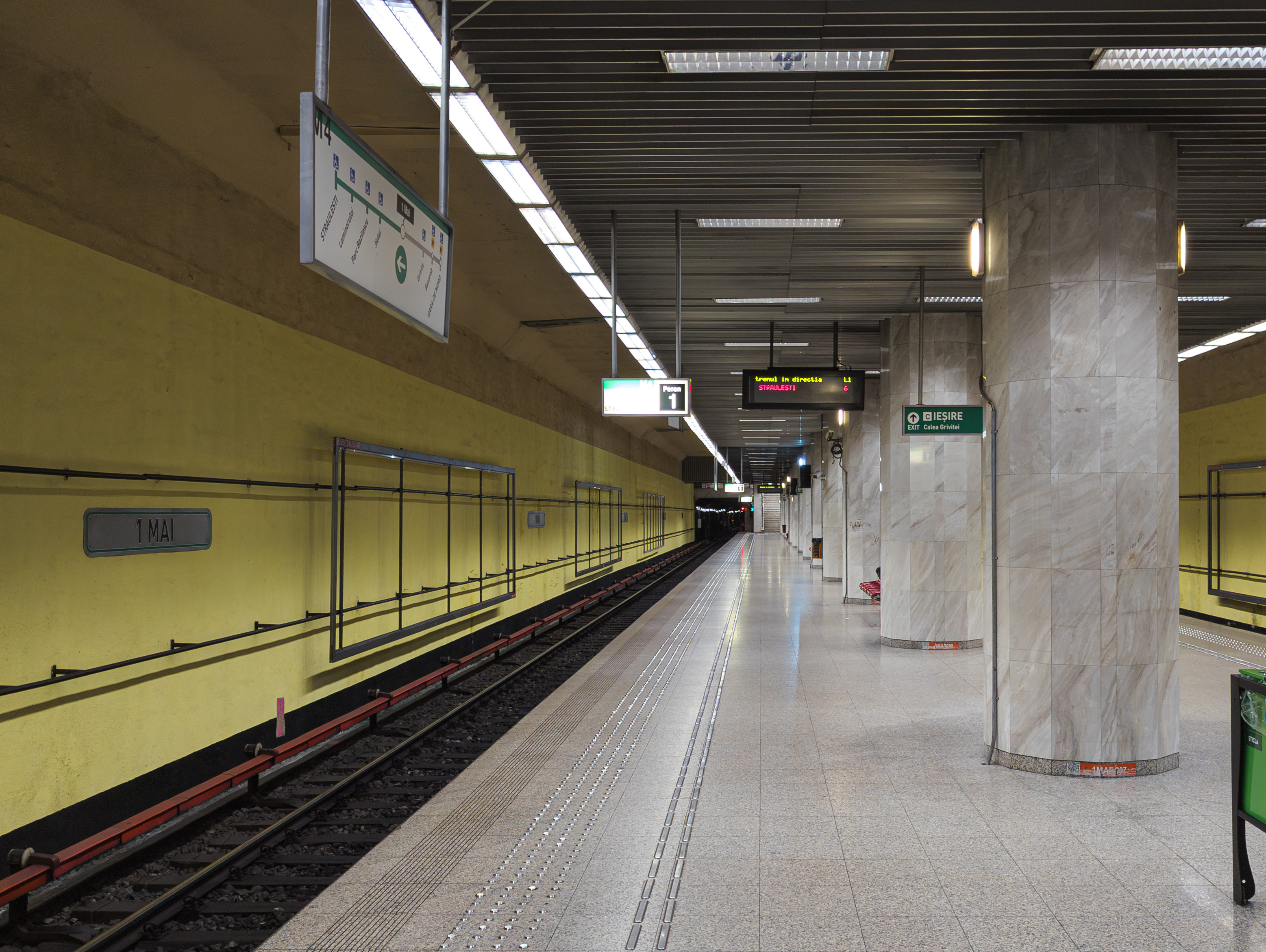
Stația 1 Mai în iulie 2023
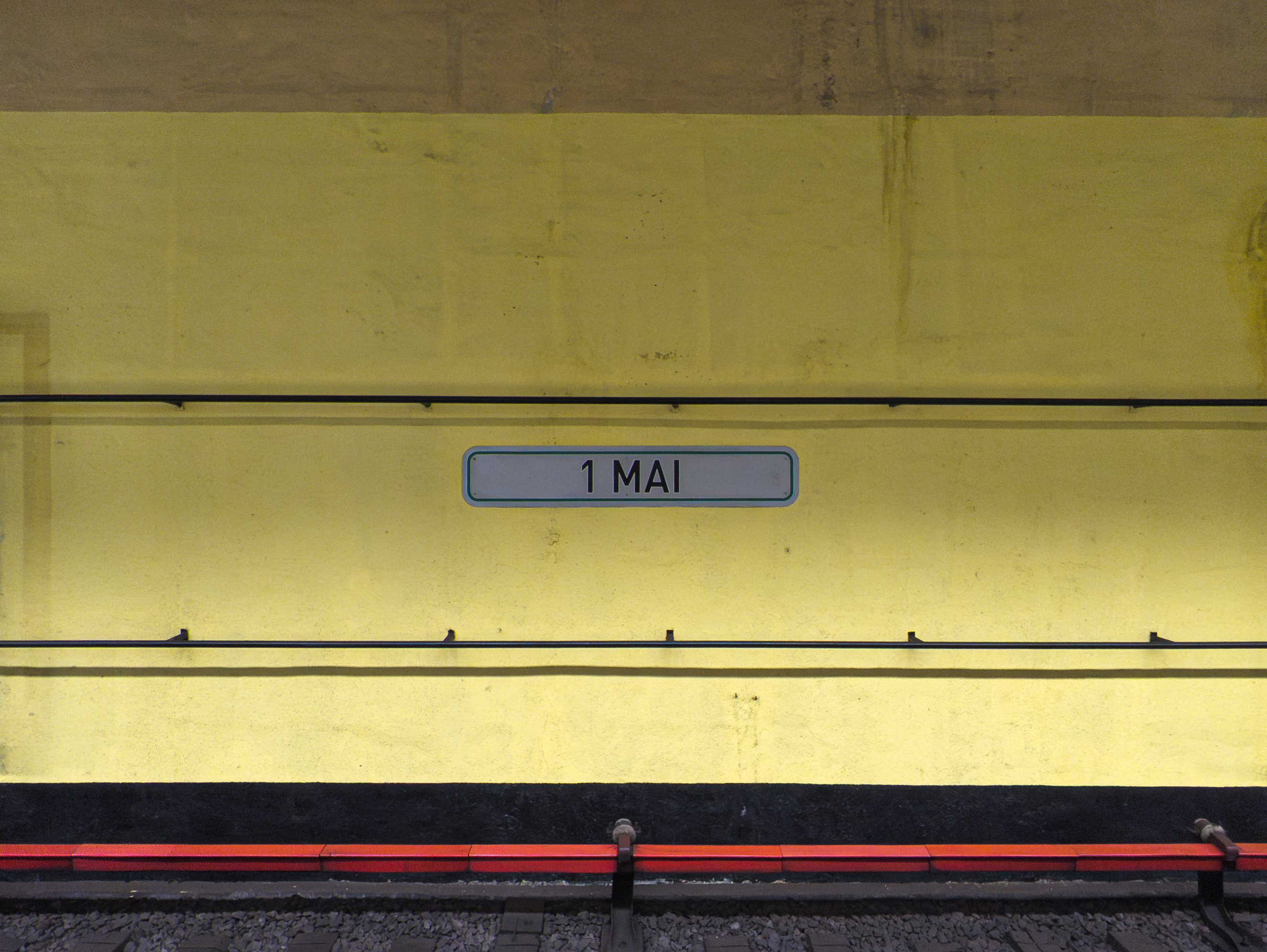
Numele stației

### Magistrala 6
Magistrala 6 este o magistrală care va lega Gara de Nord de Aeroportul Henri Coandă. Acest proiect va costa un miliard de euro. Magistrala 6 va avea 12 stații, începând de la stația 1 Mai.
Termenul estimat de punere în funcțiune era a doua jumătate a anului 2021. În februarie 2023 lucrările de construcție a stației încă nu începuseră.

## Arhitectură
Stația a fost construită în arhitectura tipică tronsonului Gara de Nord - 1 Mai, cu peron central și o gamă de culori unificată gri-albastru.
Inițial, stația avea o schemă de culori gri-bleumarin unde podeaua și pilonii centrali mai deschiși contrastau cu pereții laterali mai închiși. Podeaua și coloanele sunt realizate din granit gri, respectiv alb, tavanul este lamelar, din aluminiu, precum și balustradele, iar pereții sunt sintetici și erau vopsiți în albastru. Față de celelalte stații din tronson, stația 1 Mai este considerabil mai înaltă.
Mai târziu, pereții au fost vopsiți într-un model cu galben și bleumarin, fără vreo legătură aparentă cu arhitectura originală a stației, acesta deteriorându-se în timp din cauza infiltrațiilor. În martie 2023 pereții au fost revopsiți în galben și bleumarin, dar alte nuanțe.

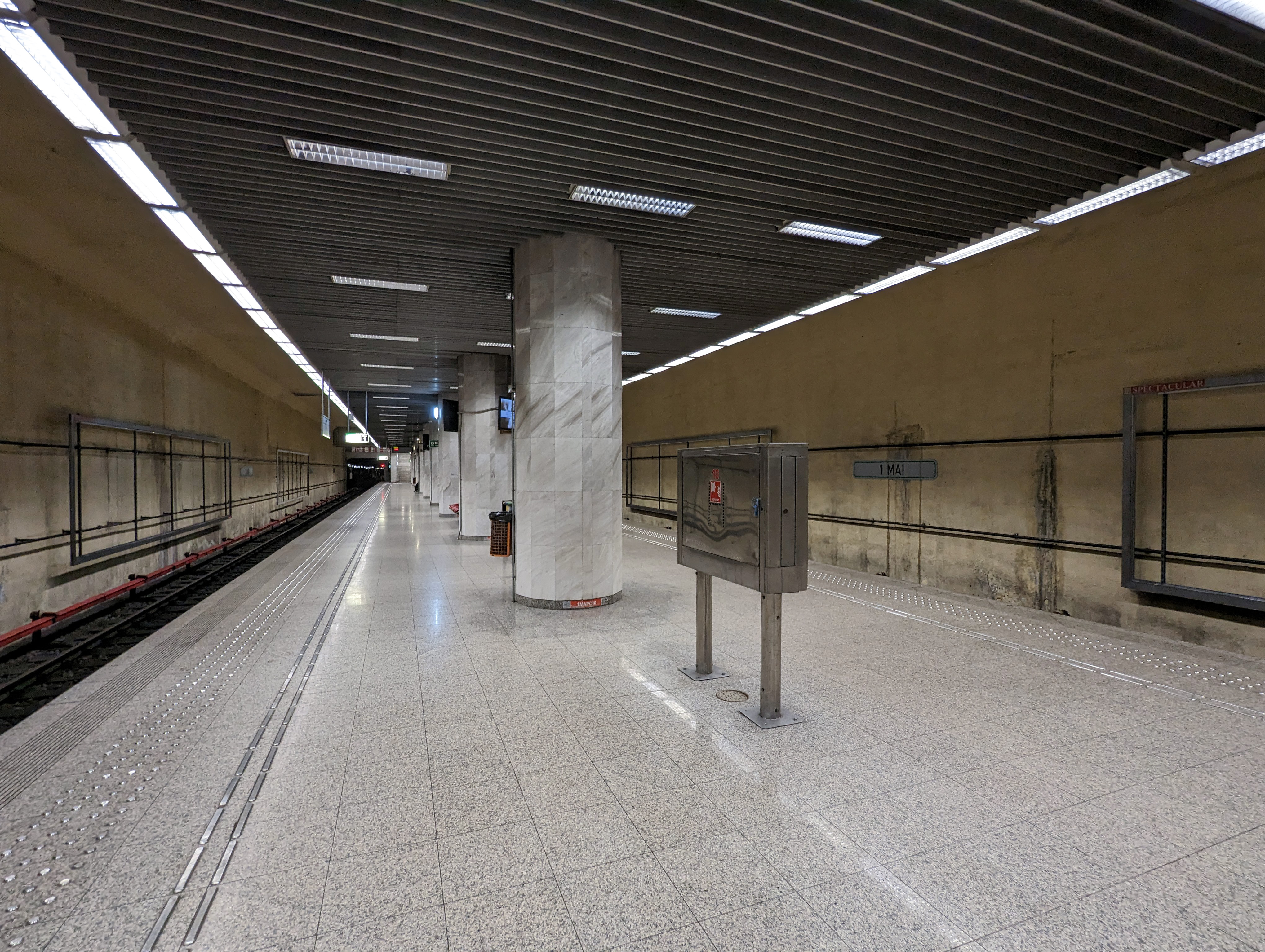
Stația 1 Mai în martie 2023
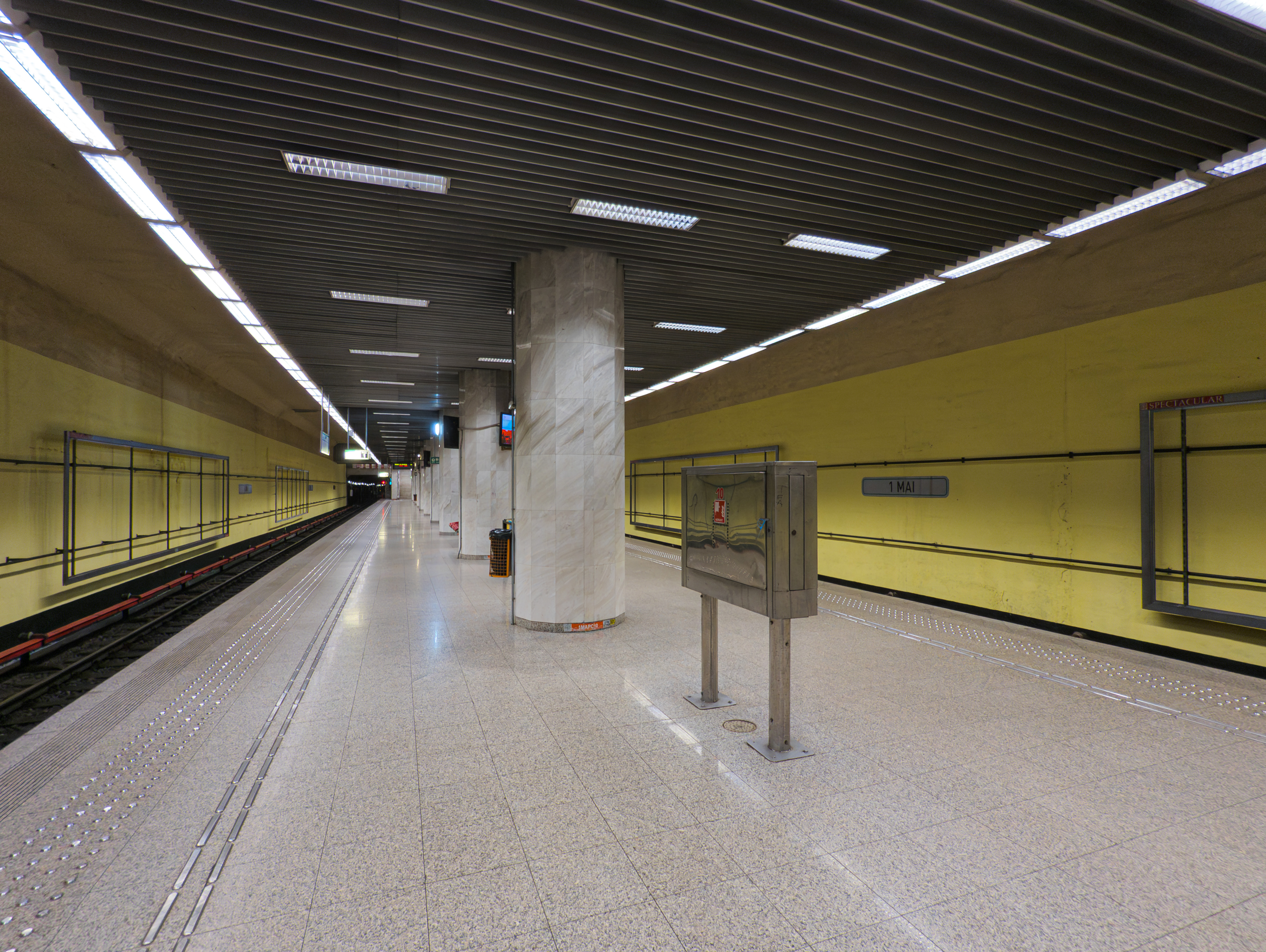
Stația 1 Mai în august 2023

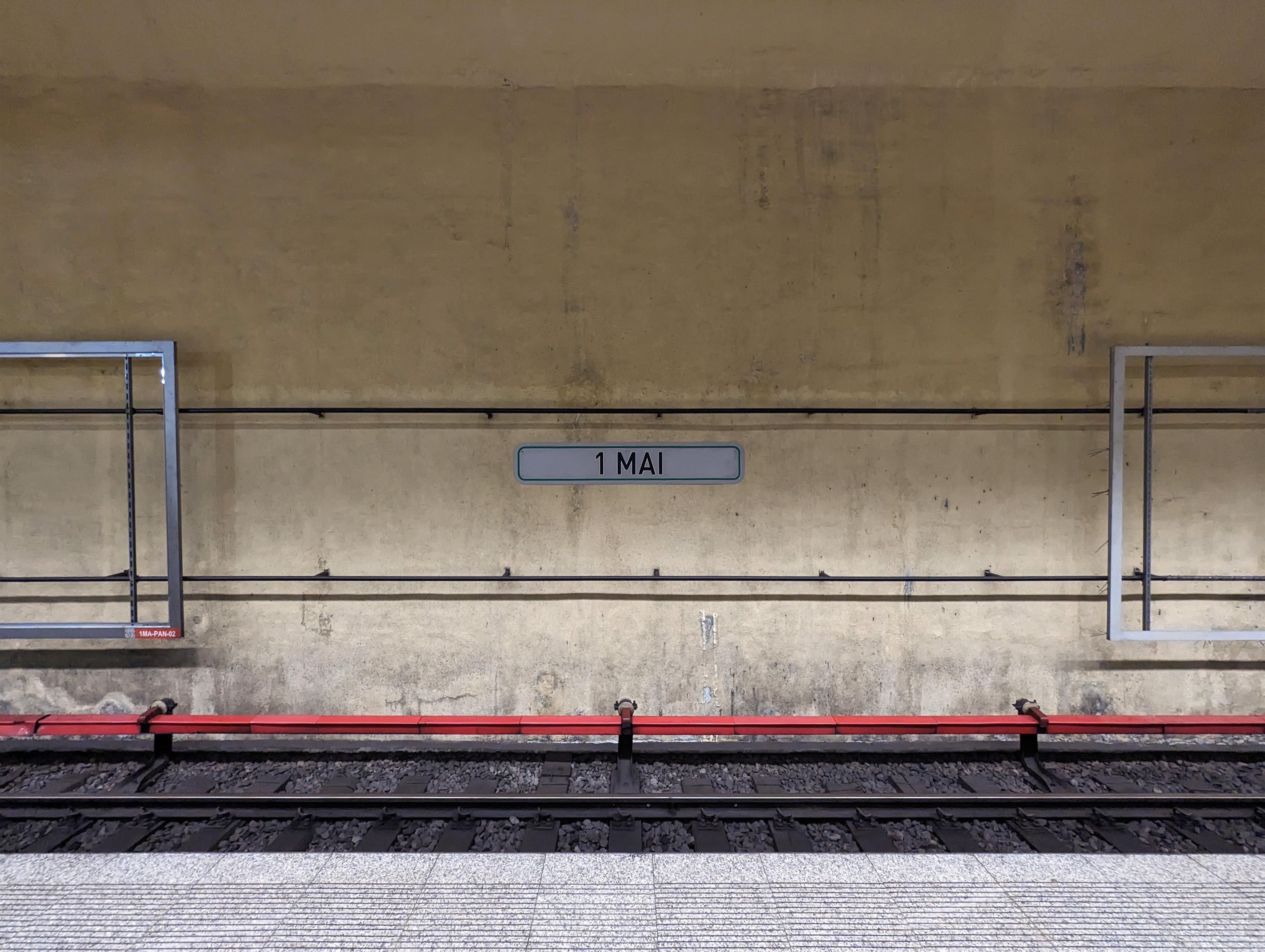
Stația 1 Mai în martie 2023
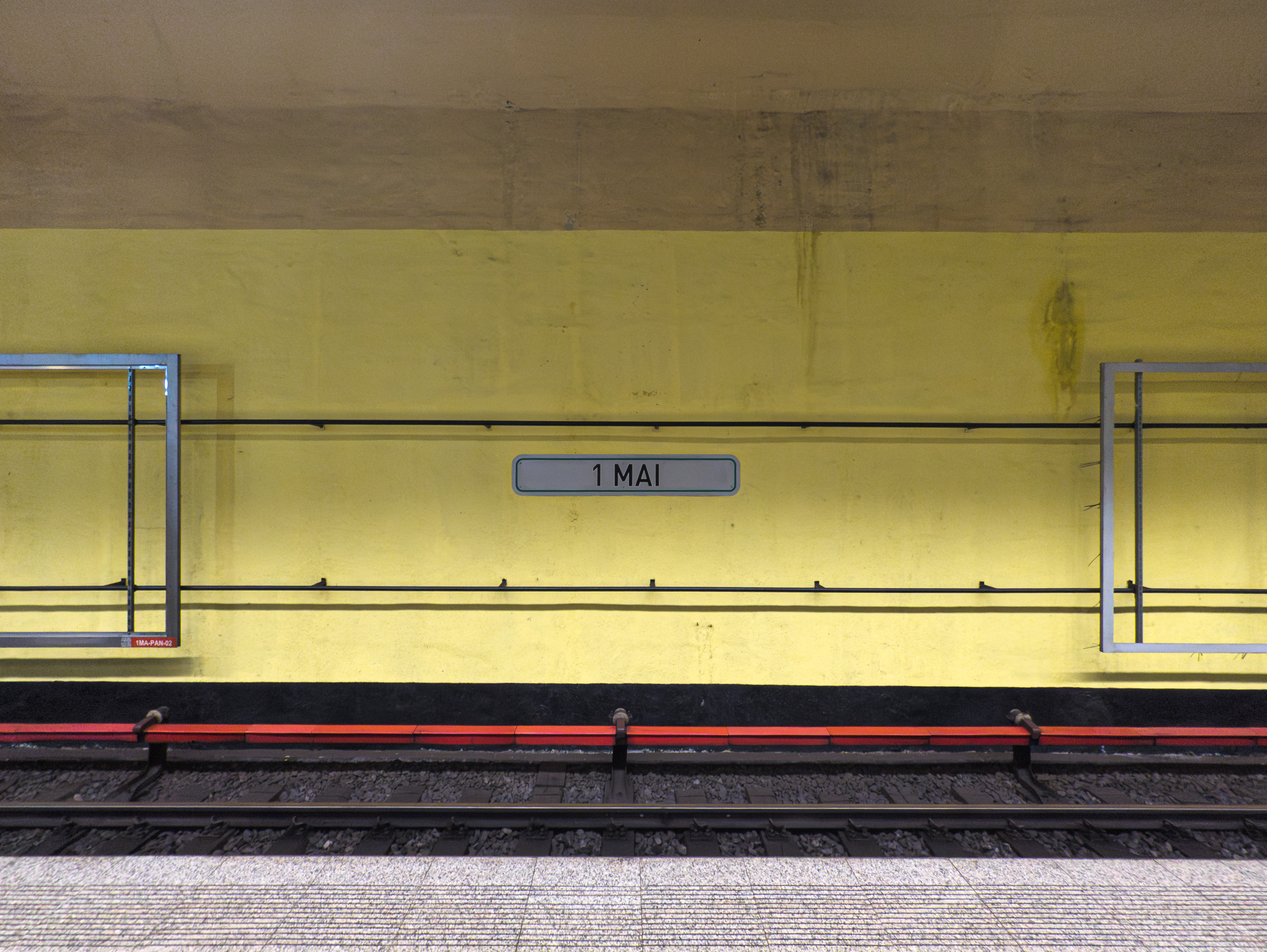
Stația 1 Mai în august 2023